# The Corner (TV-serie)
The Corner är en Emmy-belönad HBO-miniserie från år 2000. Serien är baserad på Simon och Ed Burns bok ”The Corner: A Year in the Life of an Inner-City Neighborhood”. 

## Handling
Serien utspelar sig i ett fattigt och drogtätt kvarter i Baltimore, där man får följa huvudpersonerna Gary McCullough (T K Carter) och hans exfru Fran (Khandi Alexander), tillsammans med deras son DeAndre (Sean Nelson). 

## Karaktärer

### Huvudkaraktärer
| Namn                 | Skådespelare     | Roll |
| -------------------- | ---------------- | --- |
| Gary McCullough      | T K Carter       | Drogberoende. Pappa till DeAndre och exmake till Fran. Han hoppade av college när Fran blev gravid och blev senare drogberoende när deras äktenskap tog slut". |
| Francine "Fran" Boyd | Khandi Alexander | Drogberoende. Mamma till DeAndre och DeRodd. Hon bor i "Dew Drop Inn" tillsammans med hennes systrar, Bunchie and Sharry, hennes bror Stevie and hennes son.   |
| DeAndre McCullough   | Sean Nelson      | Droglangare. Son till Gary McCullough och Francine "Fran" Boyd.                                                                                                |

### Övriga karaktärer
- Clarke Peters som Fat Curt
- Glenn Plummer som George 'Blue' Epps
- Toy Connor som Tyreeka Freamon
- Maria Broom som Bunchie Boyd
- Sylvester Lee Kirk som DeRodd
- Corey Parker Robinson som R.C.
- Reg E. Cathey som Scalio